# Hispanomydas hispanicus
Hispanomydas hispanicus is een vliegensoort uit de familie Mydidae. De wetenschappelijke naam van de soort is voor het eerst geldig gepubliceerd in 1914a door Arias.
De soort komt voor in Spanje.